# Barrage de Kirazdere
Le barrage de Kirazdere est un barrage en Turquie.

## Sources
- (tr) « Kirazdere Barajı », sur Agence gouvernementale turque des travaux hydrauliques (DSİ)